# Округ Бојл (Кентаки)
Бојл (енгл. Boyle County) је округ у америчкој савезној држави Кентаки.

## Демографија
По попису из 2010. године број становника је 28.432, што је 735 (2,7%) становника више него 2000. године.
| Група             | 2000.          | 2010.          |
| Белци             | 24.086 (87,0%) | 24.704 (86,9%) |
| Афроамериканци    | 2.680 (9,7%)   | 2.121 (7,5%)   |
| Азијати           | 156 (0,6%)     | 216 (0,8%)     |
| Хиспаноамериканци | 398 (1,4%)     | 796 (2,8%)     |
| Укупно            | 27.697         | 28.432         |